# Europa F.C.
Europa F.C. là một câu lạc bộ bóng đá Gibraltar và hiện đang chơi ở Gibraltar National League, giải đấu hạng cao nhất của Gibraltar. Cũng giống như các câu lạc bộ ở đây, Europa F.C. hiện cũng đang dùng chung sân vận động Victoria.

## Cầu thủ

### Đội 1
Tính đến 12 tháng 4 năm 2023
Ghi chú: Quốc kỳ chỉ đội tuyển quốc gia được xác định rõ trong điều lệ tư cách FIFA. Các cầu thủ có thể giữ hơn một quốc tịch ngoài FIFA.
| Số | VT | Quốc gia    | Cầu thủ                    |
| -- | -- | ----------- | -------------------------- |
| 3  | HV | Tây Ban Nha | Daniel Moreno              |
| 4  | TV | Hoa Kỳ      | Greyson Basso              |
| 5  | HV | Gibraltar   | Sam Yeo                    |
| 6  | TV | Gibraltar   | Andrew Hernandez           |
| 7  | TV | Gibraltar   | Mohamed Badr               |
| 8  | TĐ | Tây Ban Nha | Cristian Orihuela          |
| 9  | TĐ | Tây Ban Nha | Cipri                      |
| 11 | TV | Tây Ban Nha | Willy                      |
| 12 | HV | Gibraltar   | Jayce Olivero (đội trưởng) |
| 14 | HV | Tây Ban Nha | Javi Paul                  |
| 15 | HV | Tây Ban Nha | Álvaro Benítez             |
| 16 | TĐ | Tây Ban Nha | Antonio Sánchez            |

| Số | VT | Quốc gia           | Cầu thủ           |
| -- | -- | ------------------ | ----------------- |
| 18 | HV | Gibraltar          | Stefan Thorne     |
| 20 | TĐ | Tây Ban Nha        | Manu Heredia      |
| 21 | TV | Gibraltar          | Jaron Vinet       |
| 22 | TV | Gibraltar          | Mitchell Gibson   |
| 23 | TV | Cộng hòa Trung Phi | Jocelyn Kola      |
| 25 | TV | Tây Ban Nha        | Manolín           |
| 81 | TM | Gibraltar          | Christian Lopez   |
| —  | TM | Argentina          | Marcos Zappacosta |
| —  | HV | Gibraltar          | Liam Crisp        |
| —  | TV | Gibraltar          | Jeremy Lopez      |
| —  | TV | Tây Ban Nha        | Alberto Quintana  |
| —  | TĐ | Cuba               | Aldair Ruiz       |

### Đội hình Intermediate League
Tính đến 13 September 2022
Những cầu thủ sau đây được đăng ký để thi đấu tại Gibraltar Intermediate League. Các cầu thủ đội 1 cũng có thể xuất hiện trong đội hình Intermediate.
Ghi chú: Quốc kỳ chỉ đội tuyển quốc gia được xác định rõ trong điều lệ tư cách FIFA. Các cầu thủ có thể giữ hơn một quốc tịch ngoài FIFA.
| Số | VT | Quốc gia    | Cầu thủ           |
| -- | -- | ----------- | ----------------- |
| 3  | HV | Gibraltar   | Jayron Negron     |
| 4  | HV | Gibraltar   | James Castle      |
| 6  | TV | Gibraltar   | Jamie Muir        |
| 9  | TĐ | Gibraltar   | Declan Pizarro    |
| 10 | TV | Bồ Đào Nha  | Sergio Nascimento |
| 11 | TV | Gibraltar   | Julian Soiza      |
| 12 | HV | Gibraltar   | Rhys Byrne        |
| 13 | TM | Tây Ban Nha | José Gonzalez     |

| Số | VT | Quốc gia  | Cầu thủ            |
| -- | -- | --------- | ------------------ |
| 14 | TV | Gibraltar | Kaydrian Martinez  |
| 15 | HV | Gibraltar | Kaylan Livingstone |
| 16 | TV | Gibraltar | Mohamed El Hmidi   |
| 19 | TV | Gibraltar | Kevin Poggio       |
| 20 | TĐ | Anh       | Tyler Quigley      |
| 21 | HV | Gibraltar | Nicholas Cano      |
| 23 | TĐ | Gibraltar | Liam Thorne        |
| 30 | TĐ | Gibraltar | James Caetano      |